# Bernardo Baloyes
Bernardo Baloyes (ur. 6 stycznia 1994) – kolumbijski lekkoatleta specjalizujący się w biegach sprinterskich.
Bez powodzenia startował w 2011 na mistrzostwach świata juniorów młodszych. W tym samym roku sięgnął po trzy srebrne medale juniorskich mistrzostw Ameryki Południowej. W 2012 zdobył dwa srebra młodzieżowego czempionatu Ameryki Południowej. Rok później został wicemistrzem Ameryki Południowej na dystansie 200 metrów. Srebrny medalista mistrzostw ibero-amerykańskich (2014). W 2017 zdobył złoto i srebro na czempionatu Ameryki Południowej. 
Złoty medalista mistrzostw Kolumbii.

## Osiągnięcia
| Rok  | Impreza                                     | Miejsce             | Konkurencja             | Lokata     | Wynik   |
| ---- | ------------------------------------------- | ------------------- | ----------------------- | ---------- | ------- |
| 2011 | Mistrzostwa świata juniorów młodszych       | Lille Metropole     | bieg na 200 metrów      | półfinał   | 21,59   |
| 2011 | Mistrzostwa świata juniorów młodszych       | Lille Metropole     | bieg na 400 metrów      | eliminacje | DQ      |
| 2011 | Mistrzostwa Ameryki Południowej juniorów    | Medellín            | bieg na 400 metrów      | 2. miejsce | 47,05   |
| 2011 | Mistrzostwa Ameryki Południowej juniorów    | Medellín            | sztafeta 4 × 100 metrów | 2. miejsce | 40,08   |
| 2011 | Mistrzostwa Ameryki Południowej juniorów    | Medellín            | sztafeta 4 × 400 metrów | 2. miejsce | 3:08,71 |
| 2012 | Mistrzostwa ibero-amerykańskie              | Barquisimeto        | bieg na 200 metrów      | eliminacje | 21,21   |
| 2012 | Młodzieżowe mistrzostwa Ameryki Południowej | São Paulo           | bieg na 200 metrów      | 2. miejsce | 20,87   |
| 2012 | Młodzieżowe mistrzostwa Ameryki Południowej | São Paulo           | sztafeta 4 × 100 metrów | 2. miejsce | 40,14   |
| 2013 | Mistrzostwa Ameryki Południowej             | Cartagena de Indias | bieg na 200 metrów      | 2. miejsce | 20,71   |
| 2013 | Mistrzostwa świata                          | Moskwa              | bieg na 200 metrów      | eliminacje | 22,37   |
| 2014 | Mistrzostwa ibero-amerykańskie              | São Paulo           | bieg na 200 metrów      | 2. miejsce | 20,43   |
| 2014 | Młodzieżowe mistrzostwa Ameryki Południowej | Montevideo          | bieg na 400 metrów      | 2. miejsce | 46,11   |
| 2014 | Młodzieżowe mistrzostwa Ameryki Południowej | Montevideo          | sztafeta 4 × 400 metrów | 3. miejsce | 3:11,95 |
| 2014 | Igrzyska Ameryki Środkowej i Karaibów       | Xalapa              | bieg na 400 metrów      | eliminacje | 47,03   |
| 2014 | Igrzyska Ameryki Środkowej i Karaibów       | Xalapa              | sztafeta 4 × 400 metrów | 3. miejsce | 3:02,52 |
| 2015 | Igrzyska panamerykańskie                    | Toronto             | bieg na 200 metrów      | eliminacje | 20,89w  |
| 2016 | Mistrzostwa ibero-amerykańskie              | Rio de Janeiro      | bieg na 200 metrów      | 4. miejsce | 20,60   |
| 2016 | Mistrzostwa ibero-amerykańskie              | Rio de Janeiro      | sztafeta 4 × 400 metrów | 1. miejsce | 3:01,88 |
| 2016 | Igrzyska olimpijskie                        | Rio de Janeiro      | bieg na 200 metrów      | eliminacje | 20,78   |
| 2017 | Mistrzostwa Ameryki Południowej             | Asunción            | bieg na 200 metrów      | 1. miejsce | 20,36w  |
| 2017 | Mistrzostwa Ameryki Południowej             | Asunción            | sztafeta 4 × 100 metrów | 2. miejsce | 39,67   |
| 2019 | Mistrzostwa świata                          | Doha                | bieg na 200 metrów      | eliminacje | 20,64   |

## Rekordy życiowe
- Bieg na 200 metrów – 20,00 (2018) rekord Kolumbii
- Bieg na 400 metrów – 45,68 (2014)

16 maja 2016 kolumbijska sztafeta 4 × 400 metrów z Baloyesem w składzie ustanowiła wynikiem 3:01,88 aktualny rekord kraju w tej konkurencji.